# Marco Beltrami
Marco Edward Beltrami (New York, Long Island, 1966. október 7. –) amerikai filmzeneszerző.

## Pályafutása
Felmenői között olaszok és görögök is vannak. Középiskolai tanulmányait a Ward Melville High Schoolban végezte el, majd utána a Brown Egyetemen diplomázott. Ezután a Yale Egyetem School of Music, valamint a Los Angeles-i Dél-kaliforniai Egyetem Thornton School of Music intézményeiben tanult. Az utóbbiban Jerry Goldsmith zeneszerző tanítványa volt, akinek hatása érződik Beltrami munkáin is.
Néhány klasszikus megbízás és egyetemi tanulmányfilm után Beltrami először 1994-ben írt mozifilmhez filmzenét, méghozzá a Death Match című, Joe Coppolletta rendezésében elkészült thrillerhez. A nyilvánosságtól csak később, 1996-ban kapott nagyobb figyelmet, amikor megírta Wes Craven Sikoly című klasszikusának zenéjét. Azóta is leginkább a horror-, thriller- és akciófilmek műfajában dolgozik, mint pl. a Sikoly folytatásai, Mimic – A júdás faj (1997), Faculty – Az invázium (1998), Angyali szemek (2001), Kéjutazás (2001), A Kaptár (2002), Penge 2. (2002), Pokolfajzat (2004), Én, a robot (2004) és Éjszakai járat (2005). 
Az előbbi műfajok mellett számos független film zenéjét komponálta, pl. az Oltári fiúk (2002) vagy a Tommy Lee Jones által rendezett Melquiades Estrada három temetése (2005). Az 1998-as, David and Lisa című romantikus dráma zenéjéért Emmy-díjra jelölték. 2007-ben szerezte a Die Hard-sorozat negyedik darabjának, a Die Hard 4.0 – Legdrágább az életed című akciófilmnek a zenéjét, amihez a korábbi részek, eredetileg a 2003-ban elhunyt Michael Kamen által jegyzett, témáit használta fel. Szintén 2007-ben Oscar-díjra jelölték James Mangold Börtönvonat Yumába című filmjének zenéjéért. 2010. hozott neki ismét akadémiai jelölést, akkor szerzőtársával, Buck Sandersszel A bombák földjén című háborús filmért nevezték a díjra. 2011-ben elnyerte a Satellite Awardot az év legjobb filmzenéje kategóriában a Soul Surfer című filmért.

## Együttműködései
Beltrami többször is együtt dolgozott Len Wiseman, John Moore, Wes Craven és Guillermo del Toro rendezőkkel. A Kaptár című horrorfilm zenéjét Marilyn Mansonnal közösen készítették el.
2002-ben a Guns N’ Roses Chinese Democracy című albuma "Thyme", "The General", "Leave Me Alone" és "Seven" című számai kapcsán Beltrami is dolgozott az együttessel. A dalok közül végül egyik sem került fel a lemezre, de az előkészületek alatt felvették őket. A Chinese Democracy 2008-ban jelent meg, és az előbb felsorolt számokat ugyan nem tartalmazza, de Beltrami nevét zenekari közreműködőként említik. Érdekesség, hogy "Chinese Democracy" a címe a Beltrami által készített Börtönvonat Yumába filmzenéjének egyik dalának is.

## Művei

### 1990-es évek
| Év   | Cím                               | Megjegyzés                        |
| ---- | --------------------------------- | --------------------------------- |
| 1994 | Death Match                       |                                   |
| 1995 | The Wishpering                    |                                   |
| 1995 | The Bicyclist                     | rövidfilm                         |
| 1996 | Gyilkos android                   | tévéfilm                          |
| 1996 | Sikoly                            |                                   |
| 1997 | Stranger in My Home               | tévéfilm                          |
| 1997 | Mimic – A júdás faj               |                                   |
| 1997 | Dellaventura                      | televíziós sorozat, bevezető rész |
| 1997 | Sikoly 2.                         |                                   |
| 1998 | Halloween H20 – Húsz évvel később | stáblistán nem szerepel           |
| 1998 | 54                                |                                   |
| 1998 | David and Lisa                    |                                   |
| 1998 | Faculty – Az invázium             |                                   |
| 1999 | Az idegen                         |                                   |
| 1999 | Dybt vand                         | tévéfilm                          |
| 1999 | A bár                             |                                   |
| 1999 | Leckék az életről                 | tévéfilm                          |
| 1999 | Barangolás Egyiptomban            |                                   |

### 2000-es évek
| Év        | Cím                                 | Megjegyzés                                |
| --------- | ----------------------------------- | ----------------------------------------- |
| 2000      | Goodbye, Casanova                   |                                           |
| 2000      | A holló 3. – A megváltás            |                                           |
| 2000      | Sikoly 3.                           |                                           |
| 2000      | The Incorporated                    |                                           |
| 2000      | Leselkedő                           |                                           |
| 2000      | Highway 395                         |                                           |
| 2000      | Drakula 2000                        |                                           |
| 2001      | Angyali szemek                      |                                           |
| 2001      | Kéjutazás                           |                                           |
| 2002      | Oltári fiúk                         |                                           |
| 2002      | Dina vagyok                         |                                           |
| 2002      | A Kaptár                            |                                           |
| 2002      | Penge 2.                            |                                           |
| 2002      | Glory Days                          | televíziós sorozat, összesen 9 epizódban  |
| 2002      | Virtuális vagyonszerzők             |                                           |
| 2003      | Drakula 2. – Mennybemenetel         |                                           |
| 2003      | Terminátor 3. – A gépek lázadása    |                                           |
| 2004      | Pokolfajzat                         |                                           |
| 2000-2004 | Ügyvédek                            | televíziós sorozat, összesen 85 epizódban |
| 2004      | Én, a robot                         |                                           |
| 2004      | A Főnixx útja                       |                                           |
| 2005      | Vérfarkas                           |                                           |
| 2005      | xXx2: A következő fokozat           |                                           |
| 2005      | Melquiades Estrada három temetése   |                                           |
| 2005      | Éjszakai járat                      |                                           |
| 2006      | Underworld: Evolúció                |                                           |
| 2006      | Ómen                                |                                           |
| 2007      | Captivity                           |                                           |
| 2007      | Vikaren                             |                                           |
| 2007      | Láthatatlan                         |                                           |
| 2007      | Die Hard 4.0 – Legdrágább az életed |                                           |
| 2007      | Börtönvonat Yumába                  |                                           |
| 2008      | A szem                              |                                           |
| 2008      | A bombák földjén                    |                                           |
| 2008      | Gyilkos tréfa                       |                                           |
| 2008      | Max Payne – Egyszemélyes háború     |                                           |
| 2008      | Halálos közellenség                 |                                           |
| 2009      | Az elektromos ködben                |                                           |
| 2009      | Képlet                              |                                           |

### 2010-es évek
| Év        | Cím                                | Megjegyzés                                |
| --------- | ---------------------------------- | ----------------------------------------- |
| 2010      | Végrehajtók                        |                                           |
| 2010      | Jonah Hex                          |                                           |
| 2010      | Vedd a lelkem!                     |                                           |
| 2010      | Don't Be Afraid of the Dark        |                                           |
| 2011      | The Sunset Limited                 | tévéfilm                                  |
| 2009-2011 | V, mint veszélyes                  | televíziós sorozat, összesen 22 epizódban |
| 2011      | Soul Surfer                        |                                           |
| 2011      | Sikoly 4.                          |                                           |
| 2011      | A dolog                            |                                           |
| 2012      | A fekete ruhás nő                  |                                           |
| 2013      | Die Hard – Drágább, mint az életed |                                           |

## Fordítás
- Ez a szócikk részben vagy egészben  a   Marco Beltrami című angol Wikipédia-szócikk ezen változatának fordításán alapul.  Az eredeti cikk szerkesztőit annak laptörténete sorolja fel. Ez a jelzés csupán a megfogalmazás eredetét és a szerzői jogokat jelzi, nem szolgál a cikkben szereplő információk forrásmegjelöléseként.